# Pablo Simón Cosano
Pablo Simón Cosano (Arnedo, 1985) és un politòleg i comentarista polític espanyol.
Nascut a la localitat riojana d'Arnedo el 1985, es va llicenciar en 2008 en Ciències Polítiques i de l'Administració per la Universitat Pompeu Fabra (UPF), doctorant-se al mateix centre el 2011, amb la lectura de Understanding the nationalization of party, una tesi dirigida per Ignacio Lago Peñas.
Donat a conèixer com a editor de la plataforma d'anàlisi política Politikon, treballa com a professor de la Universitat Carles III de Madrid (UC3M). Especialista en sistemes de partits i sistemes electorals, ha col·laborat també a LaSexta i la Cadena SER.

## Obres
- El príncipe moderno.  Barcelona: Debate, 2018.[4][5]